# No deposit bonus
Ein No Deposit Bonus (engl. „Bonus ohne Einzahlung“) ist eine Werbeangebot von Online-Casinos, bei denen Besuchern ein kostenloses Startguthaben angeboten wird, wenn sie ein neues Glücksspiel-Konto eröffnen. Die Auszahlung des Geldes ist in der Regel an Bedingungen geknüpft.

## Prinzip
Das Casino stellt einen Geldbetrag als Startguthaben auf einem virtuellen Konto bereit, so dass neue Kunden ohne zunächst selbst Geld einzuzahlen bereits um diesen Betrag spielen können. Diese Einstiegsofferte unterscheidet sich von solchen, bei denen ein Bonus auf eingezahltes Geld gezahlt wird.
Die No Deposit Boni werden in der Regel durch eine Frist begrenzt (meist 60 Minuten), nach der sich der Spieler verifizieren muss, um seine Gewinne, die über den ursprünglichen Bonusbetrag hinausgehen, zum Echtgeld-Spielen einzusetzen.
Eine andere Form des No Deposit Bonus gibt es im Online Poker. Dort kann der Spieler sofort mit echten Geld spielen. Die Auszahlung des Geldes ist an bestimmte Regelungen geknüpft, wie z. B. die Anzahl der gespielten Hände.

## Varianten
- Geschenktes Geld: Die Spiele können zunächst mit echtem, vom Casino bereitgestellten Geld getestet werden.
- Freispiele: Eine bestimmte Anzahl von Spielen kann ohne eigenen Einsatz gespielt werden.
- Zeitbefristetes Spielen:  Es kann eine bestimmte Zeit (beispielsweise eine Stunde) ohne eigenen Einsatz gespielt werden.

## Auszahlung der Guthaben
Die Auszahlung der Gewinne aus diesem Guthaben ist in der Regel an Bedingungen geknüpft. Das können z. B. Umsatzbedingungen sein (z. B.: das Guthaben muss zwischen 30- und 100-mal umgesetzt werden, bevor eine Auszahlung möglich ist). Die Auszahlungen sind in der Regel limitiert (z. B. max. 100 € - darüber hinausgehendes Guthaben wird dann gestrichen), oder der Bonus wird vom Gewinn abgezogen.
No Deposit Boni variieren von Casino zu Casino. Die Spieler sollten die jeweiligen Casino-Bedingungen lesen, um sich ein angemessenes Verständnis der Bonus-Optionen zu verschaffen.
Aufgrund der Nutzungsbedingungen, welche in der Regel so geschrieben sind, dass der Bonus erst nach mehrmaligem Spiel ausgezahlt werden kann (bei Buchmacher oft nur mit hohen Wettquoten), geht der Bonus in den meisten Fällen vor einer eventuellen Auszahlung bereits verloren.

## Gefahren
Die Bundeszentrale für gesundheitliche Aufklärung sieht beim Spielen mit Geldersatzmitteln (zu denen letztlich auch Boni gehören) ein Mittel, um die Hemmschwelle für den Einsatz größerer Geldbeträge zu senken.